# NASDAQ-100 Open 2003
NASDAQ-100 Open 2003 — тенісний турнір, що проходив на відкритих кортах з твердим покриттям. Це був 19-й за ліком Мастерс Маямі. Належав до серії Tennis Masters в рамках Туру ATP 2003, а також до серії Tier I в рамках Туру WTA 2003. І чоловічий і жіночий турніри відбулись у Tennis Center at Crandon Park у Кі-Біскейні (США) з 17 до 30 березня 2003 року.

## Переможниці та фіналістки

### Одиночний розряд, чоловіки
Андре Агассі —  Карлос Моя 6–3, 6–3
- Для Агассі це був 3-й титул за сезон і 58-й - за кар'єру. Це був його 1-й титул Мастерс за сезон і 16-й - за кар'єру. Це була його 6-та перемога на цьому турнірі після 1990, 1995, 1996, 2001 і 2002 років.

### Одиночний розряд, жінки
Серена Вільямс —  Дженніфер Капріаті 4–6, 6–4, 6–1
- Для Вільямс це був 3-й титул за сезон і 35-й — за кар'єру. Це був її 1-й титул Tier I за сезон і 6-й — за кар'єру. Це була її друга перемога на цьому турнірі (перша була 2002 року).

### Парний розряд, чоловіки
Роджер Федерер /  Макс Мирний —  Леандер Паес /  Давід Рікл 7–5, 6–3
- Для Федерера це був 3-й титул за сезон і 11-й - за кар'єру. Для Мирного це був 2-й титул за сезон і 15-й - за кар'єру.

### Парний розряд, жінки
Лізель Губер /  Магдалена Малеєва —  Асагое Сінобу /  Міягі Нана 6–4, 3–6, 7–5
- Для Губер це був 1-й титул за рік і 5-й — за кар'єру. Для Малеєвої це був 1-й титул за рік і 12-й — за кар'єру.